# 意大利裔美国人
意大利裔美国人（英語：Italian American）是指具有意大利血统的美国人，也可以指具有美国和意大利双重国籍的人，意大利人在美国是欧洲移民四大族群之一，总人口排第七位，仅次于德国裔、爱尔兰裔、非洲裔美国人、英国裔、美国原住民和拉丁裔美国人。

## 历史
从1820年到2004年，大约550万意大利人移民到美国。
最大数量的激增移民數量，发生在1880年至1920年间，一共400万余名意大利人到美国。其中80%的意大利移民来自意大利南部，特别是从西西里岛、坎帕尼亚、阿布鲁佐和卡拉布里亚，这些義大利农业地區。
统一后的意大利政府起初鼓励没有土地的农民移民來缓解南方经济压力，在美国，大多数意大利人开始他们的新生活技能，体力劳动者集中分布在东部城市，职业主要是采矿营地和农业。
1890年到1910年，意大利人逐渐开始从低阶层的经济水準族裔向全美平均生活水準攀升，1970年起与全美生活水準持平；到1990年，超过65%的意大利裔美国人主要从事管理专业或白领。
意大利裔美国人社区的经常被认为具有牢固的关系与家庭，他们信奉天主教、兄弟组织和具有共同的政治党派。

## 分布

Plurality ancestry in each state, ranging from 11.8% (FL) to 43.9% (ND).
德国裔
美国本土人
墨西哥人
爱尔兰人
非洲裔美国人
意大利裔美国人
英国裔
日本裔
波多黎各人

### 美国各州的超过10万意大利血统的区划
1. 纽约州 2,737,146
2. 新泽西州 1,503,637
3. 加利福尼亚州 1,450,884
4. 宾夕法尼亚州 1,418,465
5. 佛罗里达州 1,003,977
6. 马萨诸塞州 860,079
7. 伊利诺斯州 744,274
8. 俄亥俄州 675,749
9. 康涅狄格州 634,364
10. 密歇根州 450,952
11. 德克萨斯州 363,354
12. 马里兰州 267,573
13. 弗吉尼亚州 257,129
14. 亚利桑那州 224,795
15. 科罗拉多州 201,787
16. 罗德岛州 199,077
17. 路易斯安那州 195,561
18. 华盛顿州 191,442
19. 密苏里州 176,209
20. 威斯康辛州 172,578
21. 乔治亚州 163,218
22. 内华达州 132,515
23. 印第安纳州 141,486
24. 俄勒冈州 111,462
25. 明尼苏达州 111,270
26. 新罕布什尔州 105,610

### 美国超过10%的意大利血统的区划
1. 康涅狄格州 19.8% [11]
2. 罗德岛州  19.1% [12]
3. 新泽西州 17.4% [13]
4. 纽约州 14.4% [14]
5. 马萨诸塞州 14.2% [15]
6. 宾夕法尼亚州 12.6% [16]

### 大多数居民为意大利裔美国人的行政区
1. 罗德岛州，约翰斯顿 46.7%
2. 新泽西州，哈蒙顿 45.9%
3. 纽约州，法兰克福村 44.7%
4. 康涅狄格州，东黑文 43.1%
5. 宾夕法尼亚州，Roseto 41.8%
6. 宾夕法尼亚州，旧福奇 41.3%
7. 纽约州，富兰克林广场 40.0%
8. 纽约州，马萨波夸 38.9%
9. 纽约州，法兰克福 38.5%
10. 新泽西州，托托瓦 37.7%
11. 俄亥俄州，罗威尔维 37.4%
12. 新泽西州，费尔菲尔德镇 37.2%
13. 北普罗维登斯罗德岛州 36.6%
14. 纽约州，Thornwood 36.5%
15. 新泽西州，南哈肯萨克 36.3%
16. 纽约州，霍索恩 36.2%
17. 新泽西州，纳特利镇 36.0%
18. 宾夕法尼亚州，杰塞普 35.9%
19. 马萨诸塞州，里维尔 35.7%
20. 新泽西州，东汉诺威 35.6
21. 纽约州，哈里森 34.9%
22. 纽约州，迪尔帕克 34.9%
23. 新泽西州，伍德兰帕克 34.3%
24. 纽约州，蒙特威尔 34.2%
25. 新泽西州，林德赫斯特 33.8%